# 庫亞什湖
55°50′00″N 61°08′00″E / 55.8333°N 61.1333°E

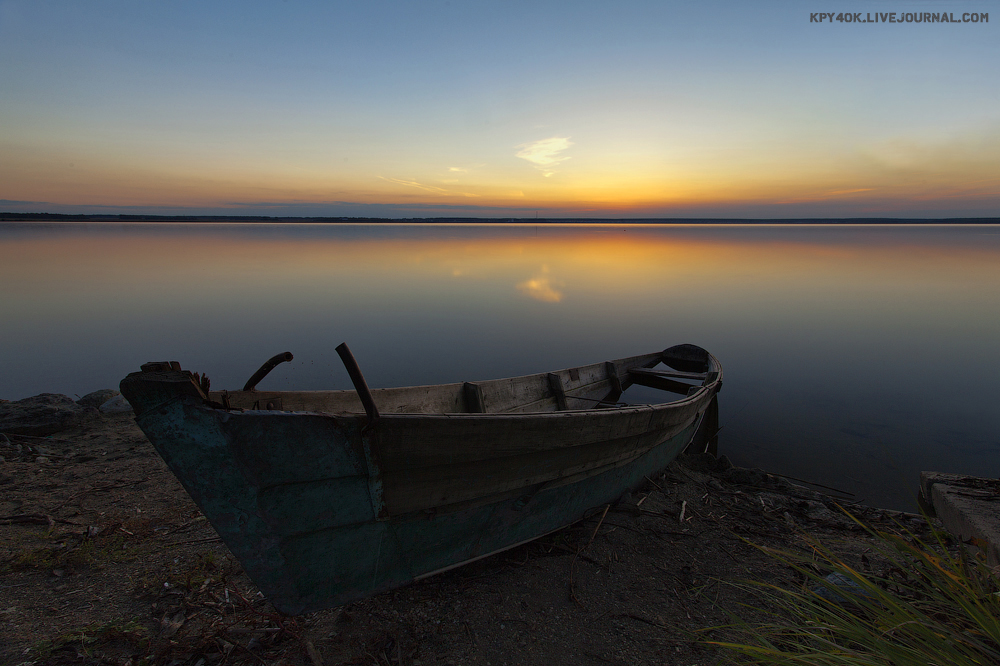

庫亞什湖（羅馬化：Kuyash）是俄羅斯的湖泊，位於該國西南部車里雅賓斯克州，由庫納沙克區負責管轄，面積12.5平方公里，海拔高度219米，集水區面積13.8平方公里，平均水深6米。